# Lei (Sardinien)
Lei ist ein Ort in der Provinz Nuoro in der italienischen Region Sardinien mit 447 Einwohnern (Stand 31. Dezember 2023).
Lei liegt 42 km westlich von Nuoro.
Die Nachbargemeinden sind:Bolotana und Silanus.